# リラエンタープライズ
リラエンタープライズ株式会社は、かつて投融資事業を手掛けていた日本の企業。旧社名はRHインシグノ株式会社（アールエイチインシグノ、英: RH Insigno Co., Ltd.）。

## 概要
1961年に東京都杉並区で「丸産業株式会社」として創業。その後本拠を札幌市に移し、中小企業・一般消費者を対象として貸金業を行い、「マルプラザ」、「アース」と商号を変え事業展開していたが、貸金業規制法等の改正によるグレーゾーン金利撤廃を受け、2007年に店舗・無人契約機・自社ATMを全廃（既存顧客は銀行ATMを利用）し、商号を「さくらパートナー」（かつてのさくら銀行系のさくらローンパートナーとは無関係）に変更して、投融資企業へ業態転換した。2009年に現社名に変更し、現在は企業向け金融事業と投資事業に注力していたほか、子会社のRHトラベラー北海道株式会社を通じ、中国をはじめとするアジア圏からの観光客を対象とした旅行サポート事業やビジネスマッチングなどを手がけていた。
その後は業績不振が続き、2012年3月に時価総額が3億円未満の基準に抵触したため、札幌証券取引所の上場廃止。2014年10月に商号を「リラエンタープライズ」へ変更したが、2017年7月11日に東京地方裁判所へ破産を申請。同年7月20日に破産手続開始決定を受けた。

## 沿革
- 1961年 - 東京都杉並区で丸産業株式会社設立。
- 1963年 - 札幌市に本社を移転。
- 1964年 - 北海道知事に貸金業を届け出、担保金融業務を開始。
- 1982年 - 社名をマルプラザ丸産業株式会社に変更。
- 1983年 - 社名を株式会社マルプラザに変更。
- 1988年 - 社名をアース株式会社に変更。
- 1997年 - 札幌証券取引所に上場。
- 2007年8月1日 - 社名を株式会社さくらパートナーに変更。
- 2009年6月19日 - 社名をRHインシグノ株式会社に変更。
- 2012年
  - 3月30日 - 時価総額が3億円未満の基準に抵触し、札幌証券取引所の上場廃止。
  - 6月21日 - 金融商品取引法違反（有価証券報告書等の虚偽記載）で課徴金1200万円の処分を受ける。
- 2014年10月 - 社名をリラエンタープライズ株式会社へ変更。
- 2017年7月20日 - 東京地方裁判所から破産手続開始決定を受ける。
- 2018年5月28日 - 清算結了により登記簿閉鎖。

## 広告

### キャラクター
イメージキャラクターが複数存在したが、1つ目の名前は『でパンダ』
動物の種類はパンダで、赤い耳、胴体が特徴。テレビCMではぬいぐるみも登場したが、市場での販売はされなかった。
もう一方の名前は『ザ・カードマン』
無人契約機に手と足が生えたロボットのようなキャラクターである。

### テレビCM
2006年5月から、新谷佳子を起用した「契約説明書編」「返済シミュレーション編」テレビCMが放映された。このCMがアースとして最後に制作されたCMとなった。

## 有価証券報告書虚偽記載
証券取引等監視委員会は2012年5月25日、2010年3月第2四半期から虚偽の記載がある有価証券報告書、四半期報告書、有価証券報告書の訂正報告書及び四半期報告書の訂正報告書を提出したとして、RHインシグノに対し課徴金納付命令の勧告を出した。これを受けて金融庁は、2012年6月21日にRHインシグノに対し課徴金1200万円を課す行政処分を行った。